# South East Range
South East Range är en bergskedja i Saint Kitts och Nevis. Den ligger i den centrala delen av landet, 5 km nordväst om huvudstaden Basseterre. South East Range ligger på ön Saint Christopher. Högsta toppen är Olivees Mountain, 886 m ö.h.